# 逻楼镇
逻楼镇，是中华人民共和国广西壮族自治区百色市凌云县下辖的一个乡镇级行政单位。

## 行政区划
逻楼镇下辖以下地区：
山逻村、弄棍村、大洞村、祥福村、林塘村、介福村、布林村、歌顶村、磨村、滥村、新洛村、降村、仰村、快村、陇郎村、安水村、瓢村、敏村、洞新村和新洞村。